# Bouck White
Charles Browning White, dit Bouck White, né le 20 octobre 1874 et mort le 7 janvier 1951, était un congrégationaliste, un socialiste, un écrivain et un reclus américain.
Il est notamment connu pour avoir été l'auteur du roman Le Livre de Daniel Drew, publié en 1910, qui dénonce le capitalisme financier.